# Pedra parideira

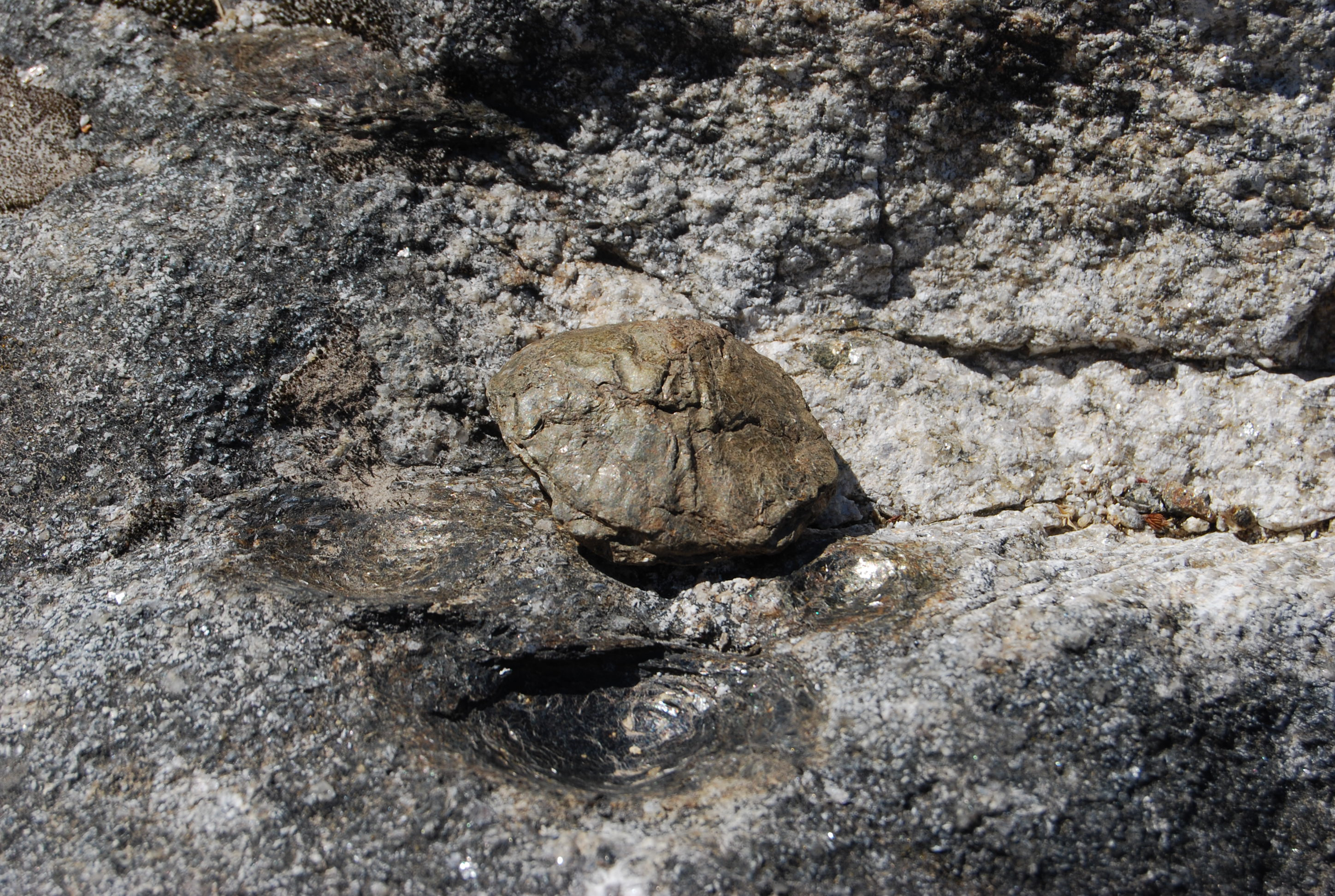
Pedras Parideiras da Serra da Freita

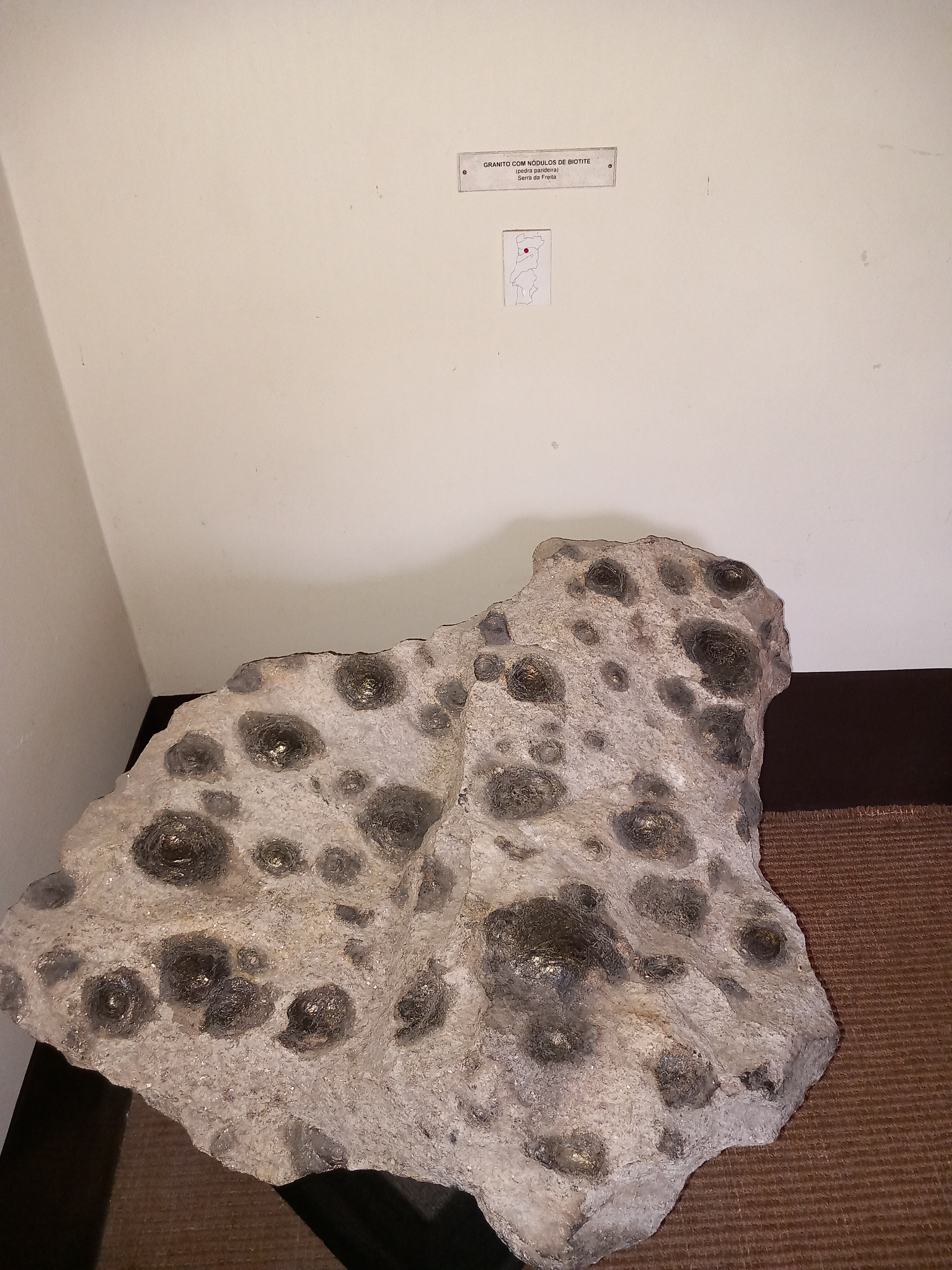
Pedra Parideira (granito com nódulos de biotite) da Serra da Freita, no Museu Geológico de Lisboa

Pedras Parideiras são um fenómeno geológico raro, um tipo de pedras que brotam de uma rocha-mãe, um bloco nodular de origem granítica com 1000 x 600 m, daí se chamarem Parideiras. Os nódulos de 1 a 12 cm de diâmetro com formas discóides e biconvexas são compostos pelos mesmos elementos mineralógicos do granito, a camada externa é composta por biotite e a interna possui  um núcleo de quartzo e feldspato potássico. Estes nódulos ao se desincrustarem dos núcleos da rocha-mãe por termoclastia ou crioclastia deixam uma camada externa em baixo relevo nos núcleos da rocha-mãe e espalham-se à volta desta.
As Pedras Parideiras simbolizam a fertilidade na tradição ancestral da região, esta tradição está ainda presente nas populações locais. Acredita-se que dormir com uma pedra parideira debaixo da almofada aumenta a fertilidade.
As Pedras Parideiras estão situadas na Serra da Freita em Portugal e na Rússia , perto de S. Petersburgo.
São um fenómeno raro no Planeta Terra, este sendo o motivo para que se pede aos visitantes destes locais que não recolham pedras para uso pessoal.
A afirmação da existência de Pedras Parideiras noutras latitudes não é comprovada.

## Serra da Freita
Localizado-se na aldeia da Castanheira, em pleno planalto da Serra da Freita, no concelho de Arouca, é um dos geossítios mais emblemáticos do Arouca Geopark. Do ponto de vista geológico, a rocha designa-se "granito nodular da Castanheira" e estende-se por uma área de cerca de 1 km².
Por ação da erosão, alguns nódulos libertam-se da "pedra-mãe" e acumulam-se no solo, deixando no granito uma cavidade. É por isso que os habitantes da aldeia da Castanheira chamaram a esta rocha "Pedra Parideira", por ser "a pedra que pare pedra".
Em 1751, é descrito pela primeira vez este fenómeno no "Dicionário Geográfico", pelo Padre Luiz Cardoso, que o descreve tendo por base os relatos dos  habitantes:
"Penhascos a que os naturais chamam as Pedras que parem, deduzindo-lhe o nome de que estas pedras lançam outras pedrinhas pequenas em certos meses do ano, ficando-lhes as covas depois de as lançarem."